# Longa (Tabuaço)
Pour les articles homonymes, voir Longa.
Longa est une paroisse civile portugaise (en portugais : freguesia) de la municipalité de Tabuaço dans le district de Viseu.

## Démographie
Lors du recensement de 2021, Longa compte 209 habitants.